# Турев (Великопольське воєводство)
Турев (пол. Turew) — село в Польщі, у гміні Косцян Косцянського повіту Великопольського воєводства.
Населення — 725 осіб (2011).
У 1975-1998 роках село належало до Лешненського воєводства.

## Демографія
Демографічна структура станом на 31 березня 2011 року:
|          | Загалом | Допрацездатний вік | Працездатний вік | Постпрацездатний вік |
| -------- | ------- | ------------------ | ---------------- | -------------------- |
| Чоловіки | 363     | 73                 | 251              | 39                   |
| Жінки    | 362     | 73                 | 209              | 80                   |
| Разом    | 725     | 146                | 460              | 119                  |